# Carl August Menzel

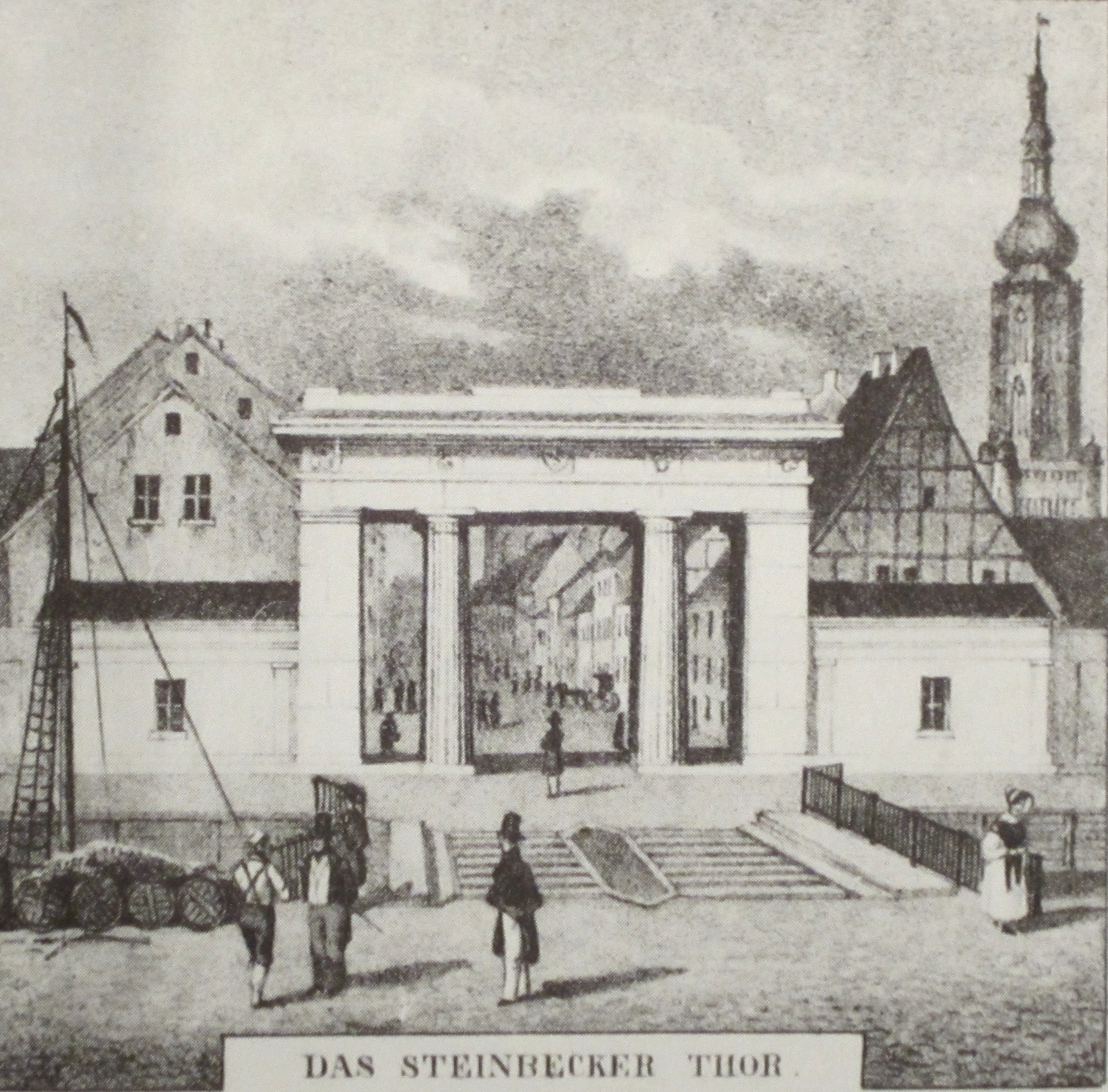
Steinbecker Tor in Greifswald, Zeichnung von Carl August Menzel

Carl August Peter Menzel (* 18. Mai 1794 in Breslau; † 21. Oktober 1853 in Greifswald) war ein deutscher Architekt und Publizist der Schinkelschule.

## Leben
Der Sohn des Breslauer Arztes Joseph Menzel besuchte das katholische Gymnasium seiner Vaterstadt, das er 1808 mit der Reifeprüfung abschloss. Danach erlernte er bis 1812 an der Bauschule in Breslau den Beruf des Maurers und ging anschließend an die Bauakademie in Wien. 1813 unterbrach er sein Studium, um als Freiwilliger an den Befreiungskriegen teilzunehmen. Ab 1815 studierte er an der Berliner Bauakademie, wo er 1817 Feldmesser wurde und 1820 die Befähigung zum Bauinspektor erlangte. Von 1819 bis 1830 war er unter Karl Friedrich Schinkel Hilfsarbeiter der Oberbaudeputation in Berlin. Nach kurzer freiberuflicher Tätigkeit als privatgelehrter Publizist wurde er 1832 Bauinspektor der Universität Greifswald und der noch in der Planungsphase befindlichen Landwirtschaftsakademie in Eldena, deren nach seinen Plänen entstandenes Lehrgebäude (1849), wenn auch in veränderter Form, eines der wenigen von ihm verbliebenen Bauwerke darstellt. Die Stelle als akademischer Baumeister behielt er bis zu seinem Tode bei.
Die Ostseerandlage Greifswalds in der stark landwirtschaftlich geprägten Provinz Pommern brachte es mit sich, dass aus Gründen der Finanzknappheit mehr anspruchsvolle Planungen Menzels überliefert sind als tatsächliche Bauten. Und so liegt der Schwerpunkt und die Bedeutung seines Wirkens eher in seinem vielfältigen publizistischen Werk als Planer und Autor. Menzel lehrte an der Landwirtschaftsakademie Eldena Land- und Wegebau sowie baubezogene Grundlagenfächer.
Die Universität Greifswald verfügte über umfangreichen landwirtschaftlichen Grundbesitz und hatte dadurch bedingt in etlichen Dörfern Vorpommerns auch das Patronat über die Dorfkirchen, so dass Menzel auch in den der Universität zugehörigen Gutsdörfern durch Erhaltungsmaßnahmen wirkte.
Für die Stadt Greifswald erbaute er 1833–1834 das 1951 abgerissene Steinbecker Tor.
Im Vorpommerschen Landesarchiv in Greifswald sind auch seine Arbeiten für private Auftraggeber wie Fürst Malte I. zu Putbus dokumentiert. Nur zwei der Planungen für privaten Auftraggeber wurden umgesetzt, sind heute aber nicht mehr erhalten. Dazu gehörte ein exzentrisches Badehaus für die Gräfin von Küssow auf Quitzin, dessen Fundamentreste im Park kürzlich wiederentdeckt wurden.
Menzel erhielt 1847 die Ehrendoktorwürde der Universität Greifswald und wurde 1849 zum Professor der philosophischen Fakultät berufen.

## Schriften (Auswahl)
- C. A. Menzel (Hrsg.): Jahrbuch der Baukunst und Bauwissenschaft in Deutschland, 1. Band, Eisleben: Verlag von Georg Reichardt, 1844; Digitalisat über Google-Bücher
- Der praktische Maurer. Halle 1847. (Digitalisat und Volltext im Deutschen Textarchiv)
- Der Bau des Eis-Kellers sowohl in wie über der Erde, vermittelst Torf, Stroh oder Rohr und das Aufbewahren des Eises in demselben. Halle 1848. (Digitalisat in der Digitalen Bibliothek Mecklenburg-Vorpommern)